# Chromogobius quadrivittatus
Chromogobius quadrivittatus es una especie de peces de la familia de los Gobiidae en el orden de los Perciformes.

## Morfología
Los machos pueden llegar a alcanzar los 6,6 cm de longitud total.

## Reproducción
Los huevos son en forma de pera.

## Alimentación
Come decápodos pequeños y crustáceos anfípodos. 

## Hábitat
Es un pez de Mar y demersal.

## Distribución geográfica
Se encuentra en el Mar Mediterráneo y el Mar Negro. 

## Observaciones
Es inofensivo para los humanos. 